# عصية زوجية كورية
عصية زوجية كورية (الاسم العلمي: Dyadobacter koreensis) هي نوع من البكتيريا، سلبية الغرام، تتبع جنس عصية زوجية.